# Euryrhynchina edingtonae
Euryrhynchina edingtonae is een garnalensoort uit de familie van de Euryrhynchidae. De wetenschappelijke naam van de soort is voor het eerst geldig gepubliceerd in 1976 door Powell.